# داسو فالکون ۲۰

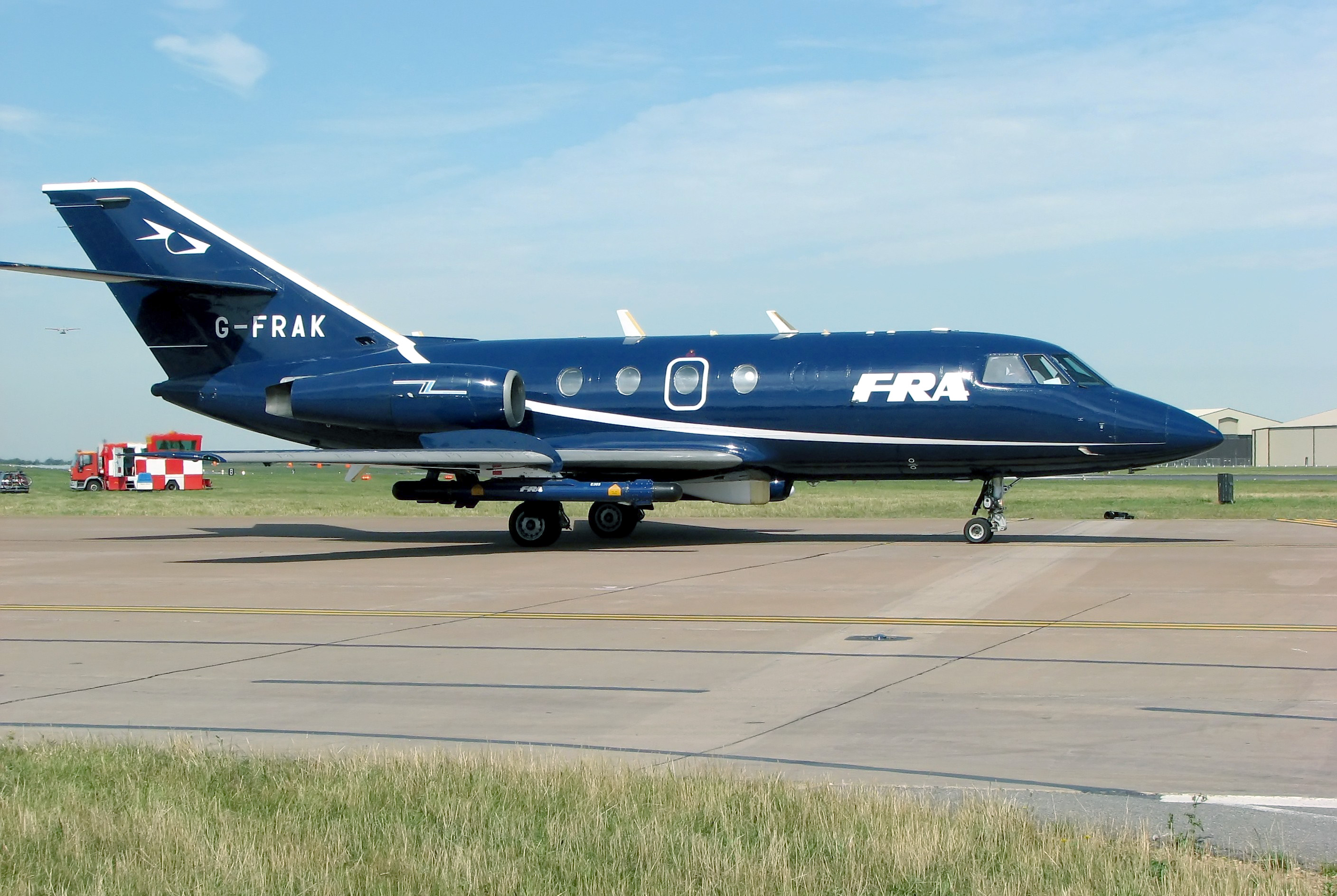
داسو فالکون ۲۰

داسو فالکن ۲۰ (به انگلیسی: Dassault Falcon 20) یک جت تجاری فرانسوی ساخت شرکت هوانوردی داسو است که از ۲ موتورتوربوفن بهره می‌گیرد. تاریخ اولین پرواز هواپیما ۴ می ۱۹۶۳ است و تاریخ عملیاتی شدن این هواپیما ۳ ژوئن ۱۹۶۵ است، این هواپیما ۲ نفر خدمه دارد یک نفر خلبان و یک نفر کمک خلبان و ظرفیت مسافر آن ۸ تا ۱۴ نفر است، طول بال‌های هواپیما ۱۶/۳۰ متر و سطح بال آن ۴۱ متر مربع است، وزن خالی ۷٬۵۳۰ کیلوگرم است و حداکثر وزن برخاست ۱۳٬۰۰۰ کیلوگرم و برد پروازی این هواپیما ۳٬۳۵۰ کیلومتر و سقف ارتفاع آن ۱۲٬۸۰۰ متر است و حداکثر سرعت این هواپیما ۸۶۲ کیلومتر و سرعت کروز آن ۷۵۰ کیلومتر است.

## فالکن ۲۰ در ایران
سازمان‌ها و شرکت‌های هواپیمایی ذیل در بازه‌ای از فالکن ۲۰ استفاده می‌کردند و یا هنوز در حال خدمت دارند:
- ناوگان تشریفاتی دولت
- جمعیت شیر و خورشید سرخ ایران
- نیروی هوایی شاهنشاهی ایران
- نیروی دریایی شاهنشاهی ایران
- هوانیروز ارتش شاهنشاهی ایران
- شرکت حمل‌ونقل هوایی ایران
- نیروی هوایی ارتش جمهوری اسلامی ایران
- نیروی دریایی ارتش جمهوری اسلامی ایران
- هوانیروز ارتش جمهوری اسلامی ایران
- نیروی هوایی سپاه پاسداران
- فرماندهی هواپیمایی فراجا
- سازمان هواپیمایی کشوری
- سازمان هواشناسی کشور
- سازمان نقشه‌برداری کشور
- ایر سرویس
- ایر تاکسی
- هواپیمایی آسمان
- هواپیمایی شاهین
- هواپیمایی دنا

## سوانح فالکن ۲۰ در ایران
۱. بامداد روز دوشنبه، ۹ ژانویه ۲۰۰۶، یک فروند هواپیمای فالکن ۲۰ متعلق به نیروی هوایی سپاه پاسداران انقلاب اسلامی در شمال غرب ایران سقوط کرد و تعدادی از فرماندهان ارشد سپاه، از جمله سردار سرتیپ حاج احمد کاظمی، فرمانده نیروی زمینی سپاه، جان باختند .
۲. ۳ مارس ۱۹۹۷ یک فروند فالکن ۲۰ ارتش ایران در نزدیکی اردبیل سقوط کرد و ۴ سرنشین آن کشته شدند. اسامی کشته شدگان عبارتند از: امیر سرتیپ منصور واحدی، امیر سرتیپ محمد عندلیب کیوی، امیر سرتیپ براتعلی صدقی و سرهنگ رسول فرهادی
۳. ۲۱ نوامبر ۱۹۷۶ یک فروند فالکن-۲۰ خط هوایی ایرتاکسی در هوای بد در سه کیلومتر پیش از شروع باند فرودگاه کرمانشاه فرود آمد و ۲ تن از ۳ سرنشین آن کشته شدند. دوازده نفر نیز زخمی شدند.
۴. ۳ مارس ۲۰۱۴ یک فروند فالکن ۲۰ سازمان هواپیمایی کشوری که در حال انجام عملیات پرواز و ارزیابی تجهیزات فرودگاهی بود، در سواحل شرقی جزیره کیش دچار سانحه شد و سقوط کرد. هواپیمای مذکور در حین انجام عملیات تست تجهیزات فرودگاهی و پرواز فرودگاه بود، اسامی کشته شدگان این سانحه سقوط عبارتند از: خلبان مسعود جلیلی (خلبان سازمان هواپیمایی کشوری و مدیرکل دفتر گواهینامه‌ها، امتحانات و امور پزشکی سازمان) , خلبان سید مهدی احمدی موسوی (خلبان سازمان هواپیمایی کشوری، کمک خلبان این پرواز و مدیرکل عملیات پرواز سازمان) , خلبان محمد امین عامری (خلبان سازمان هواپیمایی کشوری) , وجیه الله ترلانی (مسئول ACM امنیت پرواز)